# John Best
John Herbert Best, (nacido el 27 de marzo de 1971 en  Neptune, Nueva Jersey) es un exjugador de baloncesto estadounidense. Con 2.03 de estatura, su puesto natural en la cancha era el de ala-pívot.